# 周宝琼
丹斯里周宝琼（英語：Rosemary Chow Poh Kheng，1927年—2023年12月28日），马来西亚政治人物、马华公会党员。1970年加入马华后，于1975年至1985年成为首任马华全国妇女组主席。1975年6月14日，在雪兰莪州士拉央补选后成为马来西亚首位华裔女性国会议员。
1981年，她被时任首相马哈迪·莫哈末委任为卫生部政务次长。1982年大选后受委副文青体育部长。1984年7月14日至1985年3月21日担任副教育部长，后来林良实回到内阁，取代了她的副教长一职，周宝琼便再次被委为副文青体育部长直至1986年。
2023年12月28日，周宝琼与世长辞，享寿96岁。